# Тайма
Та́йма (также Те́йма) — древнее поселение, оазис на северо-западе Аравийского полуострова.
В этом месте перекрещивались караванные пути, которые вели с запада на юга к верхней части Персидского залива и из Дамаска к Медине. Тайма (Тема) упоминается в Ветхом Завете (Быт. 25:15; Иов. 6:19; Ис. 21:14; Иер. 25:23) и в ассирийских царских надписях (Тиглатпаласар III) как торговый центр, лежащий на караванном пути, а также в поздних административных документах. В одной из надписей Набонид упоминает, что Тайма наравне с другими аравийским городами лежит на караванных путях. Набонид по неизвестным причинам прожил там несколько лет.
Недалеко от оазиса Тайма (Тема) в местонахождении Таас-эль-Гадха (Taas al-Ghadha) была найдена вторая фаланга среднего пальца руки человека возрастом 90 тыс. лет.
В VI веке до н. э. в Тайме говорили на семитском языке центральносемитской ветви с собственной письменностью, именуемом тайманитским.

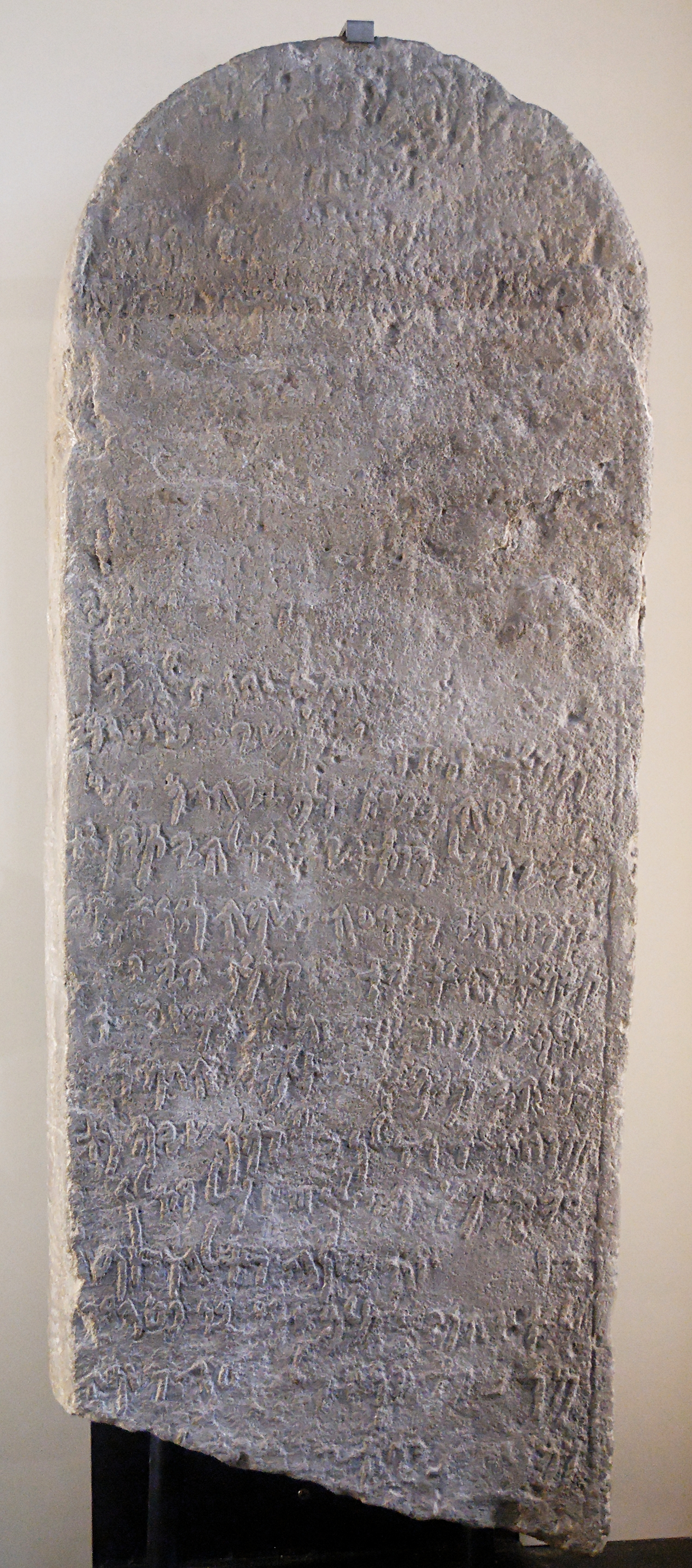
Тайманитская надпись, VI век до н. э.